# Ulysses, Pennsylvania
Ulysses là một thị trấn thuộc quận Potter, tiểu bang Pennsylvania, Hoa Kỳ. Năm 2010, dân số của thị trấn này là 621 người.